# جامعة عالية
جامعة عالية هي جامعة حكومية عَامة في مدينة نيو تاون، في غرب البنغال الهندي، في الهند. كانت تُعرف سابقًا باسم الكلية الإسلامية في كلكتا، وتم ترقيتها إلى جامعة في عام 2008.

## حرم الجامعة
تضم جامعة عالية ثلاثة أحرام جامعية لأنواع مختلفة من المناهج الدراسية تقع في نيو تاون، بارك سيركس وتالتالا.
وضعت رئيسة الوزراء ماماتا بانيرجي حجر الأساس للحرم الجامعي الجديد لجامعة علياء في 15 كانون الأول 2011. وفي وقت لاحق في 11 تشرين الثاني 2014، افتتحت ماماتا بانيرجي الحرم الجامعي بعد الانتهاء من بنائه. يحتوي حرم المدينة الجديدة على 156 قاعة دراسية بسعة 12000 طالب ويستضيف طلاب العلوم والتكنولوجيا فقط. ويضم الحرم الجامعي أيضًا سكنًا منفصلًا للبنين والبنات. ويضم الحرم الجامعي الجديد أيضًا ثلاثة مبانٍ ملحقة مخصصة لمختبرات مختلفة ومكتبة مركزية.

## الأكاديمية

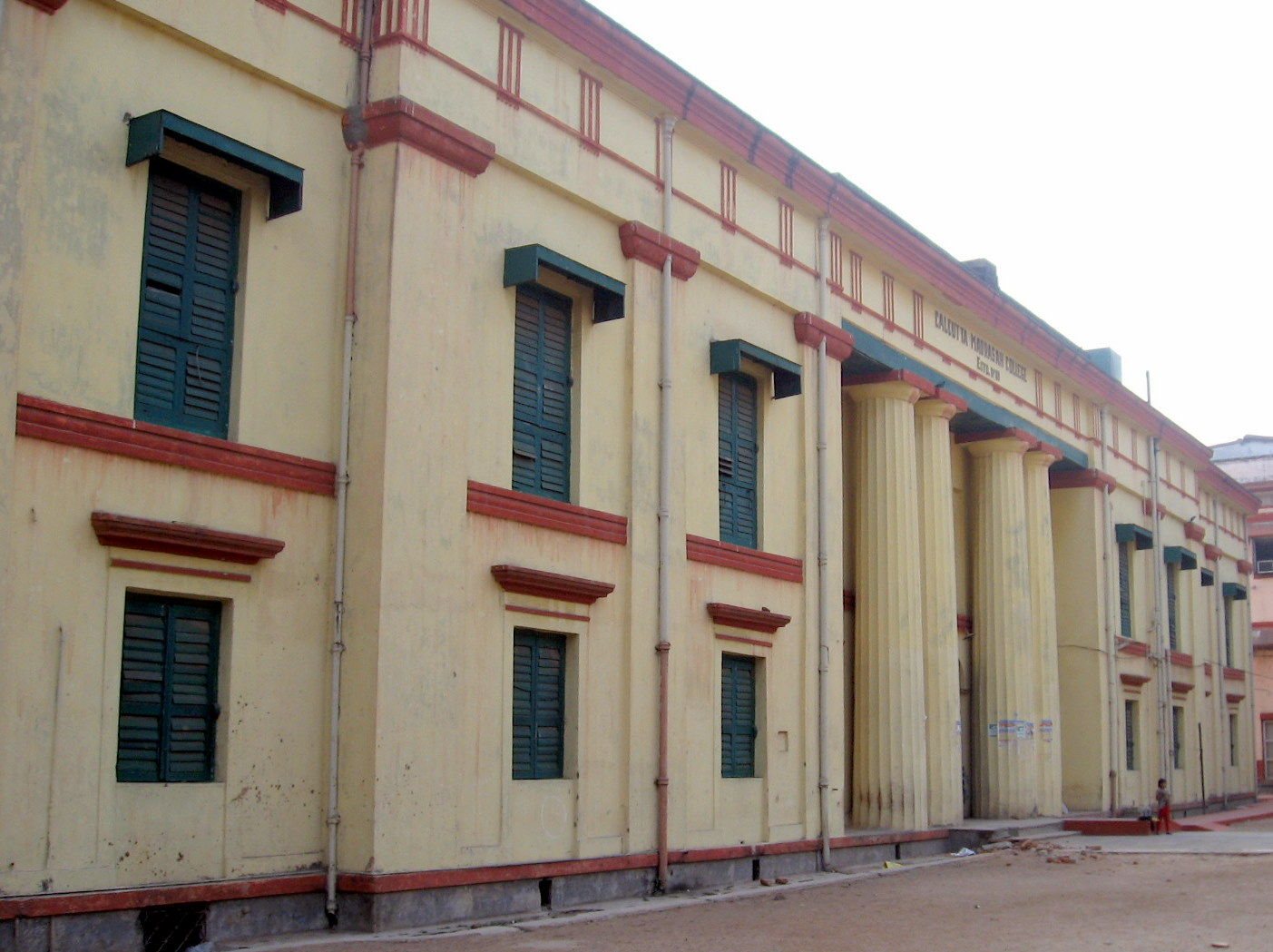
مبنى التراث، حرم تالتالا

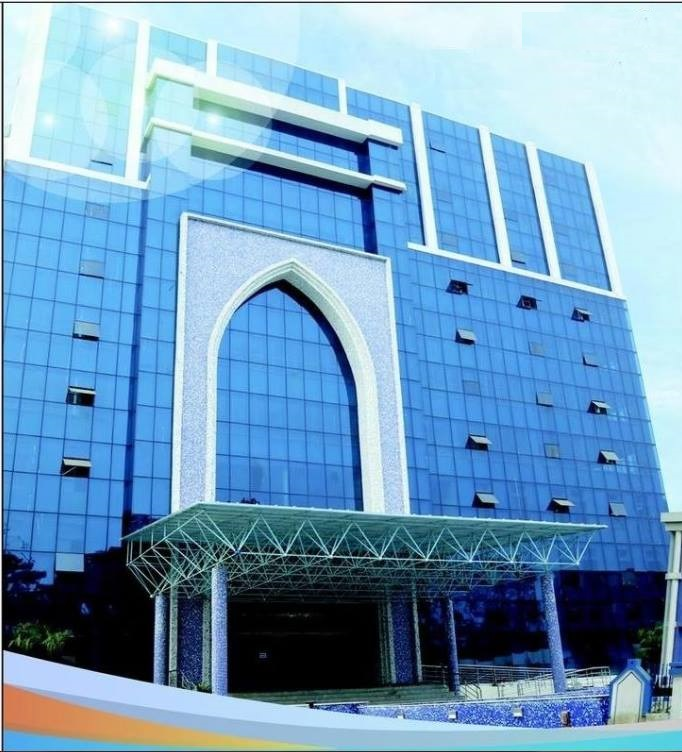
حرم جامعة عالية، منطقة بارك سيركس

### الاعتماد
منحت لجنة المنح الجامعية (UGC) الاعتراف للجامعة بموجب المادة 12 ب من قانون UGC، في عام 2019. حصلت جامعة علياء على درجة B+ من لجنة NAAC.

## الجدل والنقد
في عام 2016، حدثت سلسلة من الاحتجاجات من طلاب الجامعة في الحرم الجامعي الرئيس (المدينة الجديدة كلكتا) ضد مبدأ الفوضى الذي وضعه نائب رئيس الجامعة آنذاك، أبو طالب خان؛ لأن الطلاب كانوا يعانون من نقص الكتب في المكتبة، ونقص أعضاء هيئة التدريس، وسوء حالة المختبر وما إلى ذلك منذ بداية الجامعة. بدأت الاحتجاج في 8 تشرين الثاني 2016. في 18 تشرين الثاني 2016، أهان الطلاب نائب رئيسهم أبو طالب خان وأهدوه وردة سوداء. قاموا بحصار البوابة الرئيسية للجامعة وأطلق الطلاب هتافات عالية. وبمساعدة الشرطة ورجال الأمن بالجامعة، دخل نائب الرئيس إلى مكتبه.
وطلب أعضاء اللجنة التنفيذية ولجنة تقصي الحقائق ووزير تعليم الأقليات والمدارس الدينية جياس الدين ملا من الطلاب وقف الاحتجاج ومقاطعة الفصول الدراسية. لكن الطلاب قالوا إنهم سيواصلون مقاطعة الفصول الدراسية حتى يستقيل نائب رئيس الجامعة.

## شخصيات بارزة من الجامعة
- أبو نصر وحيد[الإنجليزية]، عالم إسلامي [9]
- نوساد صديق[الإنجليزية]، عضو الجمعية التشريعية لولاية البنغال الغربية[الإنجليزية]
- قمر الحسن[الإنجليزية]، فنان بنغلاديشي
- نواب عبد اللطيف[الإنجليزية]، أرستقراطي بنغالي، ومعلم وعامل اجتماعي